# Fimbriosthenelais zetlandica
Fimbriosthenelais zetlandica is een borstelworm uit de familie Sigalionidae. Het lichaam van de worm bestaat uit een kop, een cilindrisch, gesegmenteerd lichaam en een staartstukje. De kop bestaat uit een prostomium (gedeelte voor de mondopening) en een peristomium (gedeelte rond de mond) en draagt gepaarde aanhangsels (palpen, antennen en cirri).
Fimbriosthenelais zetlandica werd in 1876 voor het eerst wetenschappelijk beschreven door McIntosh.